# Crossodactylus dispar
Crossodactylus dispar ou Rã-de-riacho-de-floresta é uma espécie de anfíbio  da família Hylodidae.

## Área de Ocorrência
Crossodactylus dispar é uma espécie endêmica do Brasil, encontrada no bioma Mata Atlântica, particularmente no norte da Serra do Mar, nos estados de São Paulo e Rio de Janeiro. No entanto, os registros são históricos e pontuais, sendo o último encontro documentado em 1977. Sua extensão de ocorrência foi estimada em 3.356 km^2.

## População
Registros recentes indicam a ausência de Crossodactylus dispar, mesmo em unidades de conservação bem preservadas e com habitat adequado. Diferentes pesquisadores têm amostrado a região, mas a espécie não tem sido encontrada. Suspeita-se que a população possa estar extinta ou composta por menos de 50 indivíduos maduros.

## Ameaças
A causa do declínio ou desaparecimento das subpopulações não é clara. Mesmo emunidades de conservação, a espécie não foi localizada, levantando preocupações sobre sua situação. Possíveis ameaças incluem fatores como mudanças climáticas, geada severa e outros impactos ambientais.

## Estado de Conservação
O ICMBio categorizou a espécie como Criticamente em Perigo (CR) segundo o critério D, indicando que a espécie está possivelmente extinta (PEX).